# Luigi Simoni
Pour les articles homonymes, voir Simoni.
Luigi Simoni, plus connu sous le nom de Gigi Simoni (né le 22 janvier 1939 à Crevalcore en Émilie-Romagne et mort le 22 mai 2020 à Lucques en Toscane), est un joueur, entraîneur et dirigeant italien de football.
Il a évolué lors de sa carrière au poste de milieu offensif.

## Biographie

### Joueur
Luigi Simoni fait partie de l'effectif de l'AC Ozo Mantoue de Edmondo Fabbri, promus en Serie A. En 1961, il rejoint le Napoli, en Serie B, avec qui il remporte la Coppa Italia, avant de retourner à Mantoue, avec qui il débute en tant que titulaire en première division, le 7 octobre 1962 contre le Lanerossi Vicence. Il dispute deux saisons de Serie A, dont une avec le Torino, en 1964, formant un duo offensif avec Luigi Meroni, inscrivant 10 buts (son record personnel en une saison).
Il reste en granata pendant trois saisons, avant de rejoindre la Juventus en 1967 (pour qui il joue son premier match le 10 septembre 1967 lors d'un match nul 0-0 contre Varèse). En bianconero, il ne parvient pas à s'imposer, disputant seulement 11 matchs en championnat. À la fin de la saison, il accepte un transfert en Serie B à Brescia, avec qui il obtient une promotion en Serie A. Il termine sa carrière en 1974, à 35 ans, après une brève période au Genoa.
Au total, il dispute 368 matchs professionnels (pour 62 buts), dont 187 en Serie A, pour 32 buts. Il est également convoqué 3 fois en équipe d'Italie par Edmondo Fabbri.

### Entraîneur et dirigeant
Luigi Simoni commence tout de suite après sa carrière de joueur une carrière d'entraîneur, remplaçant Guido Vincenzi sur le banc du Genoa en Serie B au cours de la saison de Serie B 1974-1975.
Il quitte ensuite Gênes, entraînant deux ans Brescia, avant de retourner chez les Grifoni.
De 1984 à 1990, il ne reste pas dans un club pour plus d'une saison, entraînant entre autres Pise en Serie A, puis la Lazio, encore Pise, encore le Genoa, Empoli et Cosenza, toujours en première division.
En 1990, il rejoint la Serie C1 pour prendre les rênes de Carrarese Calcio.
Il guide ensuite pendant quatre ans l'Unione Sportiva Cremonese, avec qui il obtient une promotion. Avec Cremonese, il remporte en 1993 le Torneo Anglo Italiano, les grigiorossi battant à Wembley en finale Derby County par 3-1. Il rejoint ensuite le Napoli à l'été 1996, emmenant la formation de Campanie en finale de la Coppa Italia.
La saison suivante, il prend en main l'Inter Milan avec qui il remporte la Coupe UEFA 1997-1998, battant 3-0 la Lazio en finale à Paris, et obtient une seconde place en championnat italien, après avoir été en tête lors des 16 première journées. Il remporte au cours de cette saison le panchina d'oro (meilleur entraîneur de Serie A).
Il entraîne ensuite Piacenza et le Torino, avant de rejoindre le banc du CSKA Sofia en Bulgarie, où il obtient la 3e place (seule et unique expérience à l'étranger), puis celui de l'Ancona, qu'il emmène en Serie A. Il retourne ensuite au Napoli pour une brève période en 2003-2004, avant de rejoindre Sienne en Serie A. 
En 2003, à l'occasion du centenaire de l'Unione Sportiva Cremonese, il est élu « entraîneur du siècle » par les grigiorossi.
En 2005-2006, il est sur le banc de Lucchese en Serie C1, avant d'en devenir le directeur technique. Le 25 février 2009, il assure par intérim le poste de directeur technique de Gubbio. Il ne garde à la fin de la saison que ce dernier poste, laissant celui d'entraîneur, obtenant une promotion en Serie B avec Vincenzo Torrente comme entraîneur,. 
Il signe ensuite un contrat avec l'Associazione Sportiva Gubbio 1910 pour la saison de Serie B 2011-2012.
Le 18 octobre 2011, à 72 ans, il retourne s'assoir sur le banc en tant qu'entraîneur, pour remplacer Fabio Pecchia à Gubbio,.

## Palmarès

### Palmarès joueur
| Mantoue - Championnat d'Italie D2 : - Vice-champion : 1960-61. |  | Naples - Coupe d'Italie (1) : - Vainqueur : 1961-62. - Championnat d'Italie D2 : - Vice-champion : 1961-62. |  | Torino - Coupe d'Italie : - Finaliste : 1963-64. |  | Brescia - Championnat d'Italie D2 : - Vice-champion : 1968-69. |  | Genoa - Championnat d'Italie D2 (1) : - Champion : 1972-73. |

### Palmarès entraîneur
| Genoa - Championnat d'Italie D2 (1) : - Champion : 1975-76. |  | Pise - Championnat d'Italie D2 (2) : - Champion : 1984-85 et 1986-87. |  | Cremonese - Coupe anglo-italienne (1) : - Vainqueur : 1992-93. |  | Inter Milan - Coupe de l'UEFA (1) : - Vainqueur : 1997-98. |

### Individuel
- Meilleur entraîneur de l'année en Serie A :
  - Vainqueur : 1997-98.